# Andreas Voglsammer
Andreas Voglsammer (* 9. ledna 1992) je německý profesionální fotbalista, který hraje na pozici útočníka za klub Hannover 96.

## Klubová kariéra
Poté, co hrál v mládežnickém týmu Bayernu Mnichov, podepsal v roce 2010 smlouvu s Karlsruher SC a za klub odehrál jeden zápas v 2. Bundeslize, když v říjnu 2010 nahradil Alexandra Iašviliho při porážce 0:2 s VfL Bochum. Na konci sezóny opustil KSC a podepsal smlouvu se svým mateřským klubem, TSV 1860 Rosenheim, z Bayernligy. Po poměrně úspěšné sezóně podepsal v červenci 2012 smlouvu s klubem SpVgg Unterhaching.
V lednu 2015, půl roku před vypršením smlouvy s Unterhachingem, přestoupil do klubu 1. FC Heidenheim, kde podepsal smlouvu do roku 2017. Poplatek za přestup činil přibližně 200 000 eur.
Propuštěn byl 19. ledna 2016 a odešel do Arminie Bielefeld. V roce 2021 Voglsammer přestoupil do Unionu Berlín.
Dne 12. srpna 2022 se Voglsammer upsal klubu Millwall hrající EFL Championship za nezveřejněnou částku. Svůj první gól za klub vstřelil 26. prosince 2022 při výhře 2:0 nad Watfordem.
Dne 31. srpna 2023 Voglsammer po vzájemné dohodě opustil Millwall. Do týmu Hannover 96 přestoupil zdarma.

## Reprezentační kariéra
Během dubna 2010 odehrál tři zápasy za německý národní tým do 18 let, ve všech zápasech nastoupil jako náhradník.

## Statistiky

### Klubové
Platí k zápasu hranému 26. srpna 2023.
| Klub               | Sezóna            | Liga              | Liga   | Liga | Národní pohár | Národní pohár | Ligový pohár | Ligový pohár | Kontinentální | Kontinentální | Celkově | Celkově |
| Klub               | Sezóna            | Soutěž            | Zápasy | Góly | Zápasy        | Góly          | Zápasy       | Góly         | Zápasy        | Góly          | Zápasy  | Góly    |
| ------------------ | ----------------- | ----------------- | ------ | ---- | ------------- | ------------- | ------------ | ------------ | ------------- | ------------- | ------- | ------- |
| Karlsruher SC      | 2010/11           | 2. Bundesliga     | 1      | 0    | 0             | 0             | —            | —            | —             | —             | 1       | 0       |
| SpVgg Unterhaching | 2012/13           | 3. Liga           | 38     | 6    | 1             | 1             | —            | —            | —             | —             | 39      | 7       |
| SpVgg Unterhaching | 2013/14           | 3. Liga           | 35     | 10   | —             | —             | —            | —            | —             | —             | 35      | 10      |
| SpVgg Unterhaching | 2014/15           | 3. Liga           | 22     | 6    | —             | —             | —            | —            | —             | —             | 22      | 6       |
| SpVgg Unterhaching | Celkově           | Celkově           | 95     | 16   | 1             | 1             | —            | —            | —             | —             | 96      | 17      |
| 1. FC Heidenheim   | 2014/15           | 2. Bundesliga     | 11     | 0    | 0             | 0             | —            | —            | —             | —             | 11      | 0       |
| 1. FC Heidenheim   | 2015/16           | 2. Bundesliga     | 13     | 0    | 1             | 0             | —            | —            | —             | —             | 14      | 0       |
| 1. FC Heidenheim   | Celkově           | Celkově           | 24     | 0    | 1             | 0             | —            | —            | —             | —             | 25      | 0       |
| Arminia Bielefeld  | 2015/16           | 2. Bundesliga     | 9      | 0    | 0             | 0             | —            | —            | —             | —             | 9       | 0       |
| Arminia Bielefeld  | 2016/17           | 2. Bundesliga     | 32     | 8    | 3             | 0             | —            | —            | —             | —             | 35      | 8       |
| Arminia Bielefeld  | 2017/18           | 2. Bundesliga     | 34     | 13   | 1             | 0             | —            | —            | —             | —             | 35      | 13      |
| Arminia Bielefeld  | 2018/19           | 2. Bundesliga     | 34     | 13   | 1             | 0             | —            | —            | —             | —             | 35      | 13      |
| Arminia Bielefeld  | 2019/20           | 2. Bundesliga     | 29     | 12   | 2             | 1             | —            | —            | —             | —             | 31      | 13      |
| Arminia Bielefeld  | 2020/21           | Bundesliga        | 18     | 2    | 0             | 0             | —            | —            | —             | —             | 18      | 2       |
| Arminia Bielefeld  | Celkově           | Celkově           | 156    | 48   | 7             | 1             | —            | —            | —             | —             | 163     | 49      |
| Union Berlín       | 2021/22           | Bundesliga        | 32     | 2    | 5             | 2             | —            | —            | 8             | 2             | 45      | 6       |
| Union Berlín       | 2022/23           | Bundesliga        | 0      | 0    | 1             | 0             | —            | —            | —             | —             | 1       | 0       |
| Union Berlín       | Celkově           | Celkově           | 32     | 2    | 6             | 2             | —            | —            | —             | —             | 46      | 6       |
| Millwall           | 2022/23           | EFL Championship  | 41     | 3    | 1             | 0             | 0            | 0            | —             | —             | 42      | 3       |
| Millwall           | 2023/24           | EFL Championship  | 2      | 0    | 0             | 0             | 1            | 0            | —             | —             | 3       | 0       |
| Millwall           | Celkově           | Celkově           | 43     | 3    | 1             | 0             | 1            | 0            | —             | —             | 45      | 3       |
| Hannover 96        | 2023/24           | 2. Bundesliga     | 0      | 0    | 0             | 0             | —            | —            | —             | —             | 0       | 0       |
| Celkově v kariéře  | Celkově v kariéře | Celkově v kariéře | 351    | 69   | 16            | 4             | 1            | 0            | 8             | 2             | 376     | 75      |

## Úspěchy
Arminia Bielefeld
- 2. Bundesliga: 2019/20